# سندوز (کالیفرنیا)
سندوز (به انگلیسی: Sandoz) یک منطقهٔ مسکونی در ایالات متحده آمریکا است که در شهرستان کالاوراس، کالیفرنیا واقع شده‌است. سندوز ۹۹۱ متر بالاتر از سطح دریا واقع شده‌است.